# Sphinx typica-virgata
Sphinx typica-virgata är en fjärilsart som beskrevs av Tutt 1904. Sphinx typica-virgata ingår i släktet Sphinx och familjen svärmare. Inga underarter finns listade i Catalogue of Life.